# Большой воробей
Большой воробей (лат. Passer motitensis) — вид птиц из рода настоящие воробьи семейства воробьиных. Встречается на юге Африки в сухих лесистых саваннах и городах. Длина представителей данного вида — 15—16 см. Внешне похож на большого домового воробья. Представители данного вида имеют серую макушку и заднюю часть шеи, а также рыжую верхнюю часть тела.